# Juan Miranda (Fußballspieler)
Juan Miranda González (* 19. Januar 2000 in Olivares) ist ein spanischer Fußballspieler. Der linke Außenverteidiger steht beim FC Bologna unter Vertrag.

## Karriere

### Verein
Miranda stieß im Juni 2014 von Betis Sevilla zur Jugend des FC Barcelona. Nachdem er sich in den verschiedenen Jugendabteilungen empfehlen konnte, debütierte er am 19. August 2017 beim 2:1-Auswärtssieg gegen Real Valladolid in der Reservemannschaft der Blaugrana. In dieser Spielzeit gewann er mit der U19 die UEFA Youth League 2017/18. Sein erstes Tor erzielte er am 27. Januar 2018 beim 3:0-Heimsieg gegen den FC Granada in der Segunda División.
Am 11. Dezember 2018 debütierte Miranda beim 1:1-Unentschieden gegen die Tottenham Hotspur in der UEFA Champions League 2018/19 für die erste Mannschaft.
Am 30. August 2019 wechselte Juan Miranda auf Leihbasis für zwei Jahre in die deutsche Bundesliga zum FC Schalke 04. Auf der linken defensiven Außenbahn konnte sich der Spanier nicht gegen Bastian Oczipka durchsetzen und absolvierte lediglich zwölf Pflichtspiele, davon aber die letzten sechs jeweils in der Startelf. Nur zwei Spiele, in denen Miranda auflief, konnten gewonnen werden, am Saisonende wurde man Tabellenzwölfter. Im Anschluss an die Saison gab der FC Barcelona das vorzeitige Leihende bekannt.
Zur Sommervorbereitung 2020 kehrte Miranda zum FC Barcelona zurück und wurde in den Kader der zweiten Mannschaft integriert. Anfang Oktober 2020 wechselte Miranda kurz vor dem Ende der Transferperiode bis zum Ende der Saison 2020/21 auf Leihbasis zu Betis Sevilla. Unter dem Cheftrainer Manuel Pellegrini kam er bis zum Saisonende auf 22 Ligaeinsätze (18-mal von Beginn), in denen er ein Tor erzielte. Zur Saison 2021/22 erwarb Betis Sevilla schließlich die Transferrechte an Miranda und stattete ihn mit einem Vertrag bis zum 30. Juni 2024 aus. Der FC Barcelona sicherte sich ein Vorkaufsrecht bei einem zukünftigen Transfer sowie 40 Prozent der Ablösesumme, wenn Miranda zu einem anderen Verein wechseln sollte.
Zur Saison 2024/25 wechselte Miranda zum FC Bologna in die Serie A, bei dem er einen Dreijahresvertrag unterschrieb.

### Nationalmannschaft
Miranda repräsentierte sein Heimatland bisher in diversen Jugendauswahlen, beginnend mit der U16. Mit der U17 gewann er die Europameisterschaft 2017. Bei der U17-Weltmeisterschaft im gleichen Jahr scheiterte man im Finale an England. Mit der U19 seines Heimatlandes wurde er ebenfalls Europameister, als Portugal 2019 im Finale besiegt wurde.
Im September 2019 lief Miranda erstmals für die U21 auf. Mit ihr nahm er im März 2021 und Mai/Juni 2021 an der U21-Europameisterschaft 2021 teil, bei der Spanien im Halbfinale ausschied.
Anfang Juni 2021 debütierte Miranda bei einem 4:0-Sieg gegen Litauen in der A-Nationalmannschaft und erzielte dabei sein erstes Länderspieltor. Aufgrund von COVID-19-Fällen im Kader für die kurze Zeit später beginnende Europameisterschaft 2021 traten die Spieler, die zuvor die U21-EM absolviert hatten, bei diesem Spiel an.
Ende Juni 2021 wurde Miranda in den Kader der spanischen Olympiaauswahl für das Fußballturnier der Olympischen Sommerspiele 2021 berufen.

## Erfolge
FC Barcelona
- UEFA-Youth-League-Sieger: 2018
- Spanischer Supercupsieger: 2018

Betis Sevilla
- Spanischer Pokalsieger: 2022

FC Bologna
- Italienischer Pokalsieger: 2024/25

Nationalmannschaft
- Olympiasieger: 2024
- U17-Europameister: 2017
- U19-Europameister: 2019